# Talovka
La Talovka (in russo Та́ловка?; conosciuto come Kujul nel suo alto e medio corso) è un fiume dell'estremo oriente russo, tributario del mare di Ochotsk. Scorre nel Penžinskij rajon del Territorio della Kamčatka.
Nasce dal versante occidentale dei monti Vetvejskij (monti dei Coriacchi); scorre successivamente lungo il Parapol'skij dol e, attraversando i monti della Penžina, sfocia nella baia della Penžina (golfo di Šelichov), a breve distanza dalla foce del fiume omonimo. Il suo maggior affluente è l'Ėnyčavajam. La Talovka è gelata in media nel periodo novembre-maggio.
Il fiume scorre in una zona assolutamente remota; c'è solo un insediamento nel bacino: il villaggio di Talovka. 